# Jing Xian

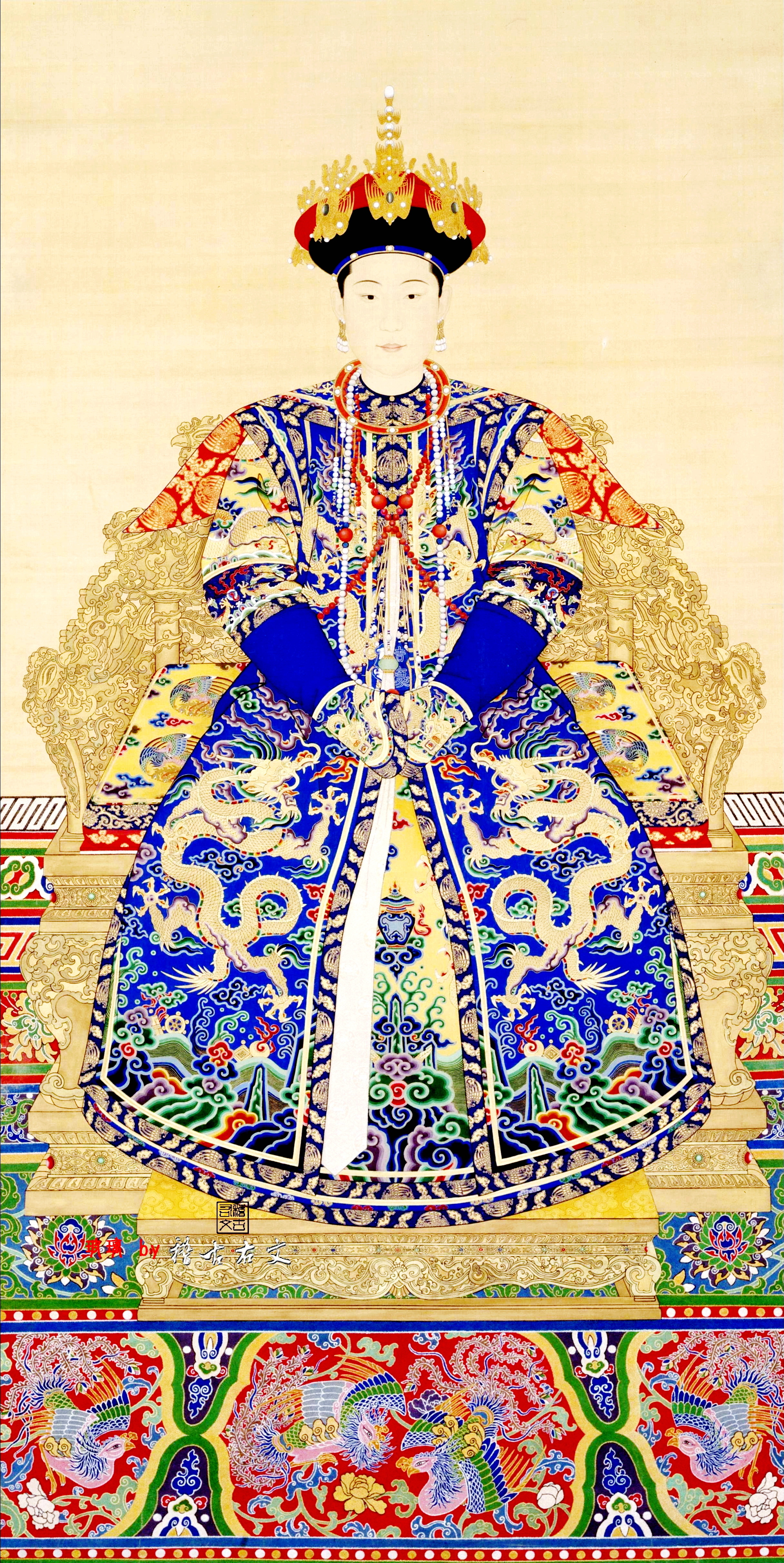
Jing Xian

Jing Xian, efternamn Ulanara, född 1681, död 1731, var en kinesisk kejsarinna, gift med kejsar Yongzheng. Hon var Kinas kejsarinna 1723-1731.
Jing Xian var född som dotter till Fiyanggu från klanen Ulanara ur den gula manchuiska fänikan. 
Hon valdes ut till en av kejsarens konkubiner 1687. Hon blev omtyckt av både sin make och svärföräldrar för hur väl hon motsvarade idealen om en dygdig och lydig men ändå effektiv hustru. Då Yongzheng besteg tronen 1723, utsågs hon till kejsarinna på rekommendation av sin svärmor, som beskrev henne som snäll, ödmjuk och undergiven och motsvarande till rådande ideal, och väl lämpad att agera föredöme. Hon var Yongzhengs första, och enda, kejsarinna; en annan av makens fruar, Niuhuru, Xiao Sheng Xian, fick också titeln kejsarinna, men först som änka. Maken berömde henne för att hon skötte palatsets inre angelägenheter så effektivt att han kunde ägna sig helt åt politiken. 
Hon var den andra av sammanlagt sex kejsarinnor i Kina under 1700-talet. Hon efterträddes av Xiao Xian 1738. 